# Junior Senior
Junior Senior — датская музыкальная поп-группа.

## История
Группа образована Йеспером Мортенсеном и Йеппе Ларсеном в 1998 году после того, как их предыдущая группа Ludo-X распалась в 1995 году. Популярность группа приобрела после выхода сингла «Move Your Feet» в 2002 году. Позже эта песня была использована в компьютерных играх Dance Dance Revolution Extreme для PlayStation 2 и Just Dance 2 компании Ubisoft. В 2003 году была выпущена песня «Shake Your Coconuts», использованная в игре Worms 3D.
Группа выпустила два студийных альбома: D-D-Don’t Don’t Stop the Beat — 4 августа 2003 года и Hey Hey My My Yo Yo — 24 августа 2005 года. В 2008 году группа распалась, а двое её участников стали работать раздельно. Йеспер Мортенсон после распада основал новую группу — Make Out.

## Состав группы
- Йеспер «Джуниор» Мортенсен (р. 7 февраля 1979)
- Йеппе «Сениор» Ларсен (р. 25 декабря 1977)

## Дискография

### Альбомы
- D-D-Don’t Don’t Stop the Beat (2003)
- Hey Hey My My Yo Yo (2005)

### Мини-альбомы
- Boy Meets Girl (EP) (2003)
- Say Hello, Wave Goodbye (EP) (2007)

### Синглы
- «Move Your Feet» (2002)
- «Rhythm Bandits» (2003)
- «Shake Your Coconuts» (2003)
- «Itch U Can’t Skratch» (2005)
- «Can I Get Get Get» (2006)